# Landtagswahl in Kärnten 2009
- SPÖ: 11
- GRÜNE: 2
- ÖVP: 6
- BZÖ: 17

- SPÖ: 2
- ÖVP: 1
- BZÖ: 4

- Regierung: 23
- Opposition: 13

Die Landtagswahlen in Kärnten 2009 fanden am 1. März 2009 statt und wurden gleichzeitig mit den Gemeinderats- und Bürgermeisterwahlen abgehalten. Bei der Landtagswahl traten neben den im Kärntner Landtag vertretenen Fraktionen Bündnis Zukunft Österreich (BZÖ), Sozialdemokratische Partei Österreichs (SPÖ), Österreichische Volkspartei (ÖVP), Die Grünen Kärnten (GRÜNE) und Freiheitliche Partei Österreichs (FPÖ) auch die Kommunistische Partei Österreichs (KPÖ), die Liste Stark (STARK) und die Gaddafi Partei Österreich (GPÖ) an.
Aus der Wahl ging das BZÖ mit rund 45 % der Stimmen als stimmenstärkste Partei hervor, wobei die Partei nach der Spaltung der FPÖ und dem Tod Jörg Haiders erstmals an den Kärntner Landtagswahlen teilgenommen hatte. Die SPÖ fuhr deutliche Verluste ein und verlor neben drei Mandaten auch einen Landesrat. Während die ÖVP von einem niedrigen Stand drei Mandate gewinnen konnte, konnten sich die Grünen nach leichten Verlusten nur knapp den Verbleib im Landtag sichern. Die FPÖ verfehlte nach der Abspaltung des BZÖ den neuerlichen Einzug in den Landtag ebenso wie alle anderen angetretenen Listen.

## Voraussetzungen

### Ausgangslage
Die Freiheitliche Partei Österreichs hatte die Landtagswahl in Kärnten 2004 mit 42,4 % gewonnen, gefolgt von der Sozialdemokratischen Partei Österreichs, welche 38,4 % der Wählerstimmen für sich hatte gewinnen können. Die Österreichische Volkspartei hatte 11,6 %, die Die Grünen Kärnten 6,7 % erreicht. Nach der vom damaligen Landeshauptmann Jörg Haider angeführten Abspaltung des Bündnis Zukunft Österreich von der FPÖ war beinahe die gesamte Spitze der FPÖ Kärnten zum BZÖ übergetreten. 15 der 16 FPÖ-Mandatare wechselten zum BZÖ. Am 11. Oktober 2008 starb Jörg Haider bei einem Autounfall. Zum Nachfolger Haiders als Landeshauptmann wurde Gerhard Dörfler (BZÖ) mit Unterstützung von BZÖ, ÖVP und FPÖ gewählt.

### Wahlrecht
Bei der Landtagswahl 2009 sind in Kärnten alle Personen wahlberechtigt, die am Tag der Wahl das 16. Lebensjahr vollendet haben, nicht vom Wahlrecht ausgeschlossen sind, am Stichtag, dem 27. Dezember 2008, über eine österreichische Staatsbürgerschaft verfügten und ihren Hauptwohnsitz in Kärnten haben. Dem passiven Wahlrecht lagen dieselben Kriterien zu Grunde, jedoch müssen Kandidaten für die Landtagswahl am Tag der Wahl bereits das 18. Lebensjahr vollendet haben. Aktiv Wahlberechtigt sind bei der Landtagswahl 443.449 Personen.
Das Wahlalter bei Landtagswahlen war erst im Juli 2008 durch eine Wahlrechtsreform von 18 auf 16 Jahre gesenkt worden. Gleichzeitig senkten SPÖ, ÖVP, Grüne und FPÖ bei der Wahlrechtsreform gegen die Stimmen des BZÖ die hohe Mandatshürde für Parteien in den Kärntner Landtag. Künftig reichen fünf Prozent der Stimmen in Kärnten für einen Einzug in den Landtag, zuvor waren mindestens zehn Prozent der Stimmen in einem der vier Wahlkreise nötig gewesen. Die Wahlkreise des Landes Kärnten blieben durch die Wahlrechtsreform unverändert. Der Wahlkreis 1 umfasst die Bezirke Klagenfurt-Stadt und Klagenfurt-Land, der Wahlkreis 2 die Bezirke Völkermarkt, Sankt Veit an der Glan und Wolfsberg, der Wahlkreis 3 Villach-Stadt und Villach-Land sowie der Wahlkreis 4 die Bezirke Feldkirchen, Hermagor und Spittal an der Drau. Während in den Wahlkreisen 1 und 4 jeweils maximal neun Direktmandate vergeben werden, stellt der Wahlkreis 2 maximal zehn und der Wahlkreis 3 maximal acht Direktmandate.

### Wahlgang
Durch die Wahlrechtsreform 2008 ermöglicht das Kärntner Wahlrecht auch die vorzeitige Stimmabgabe und die Briefwahl. Die Wahlberechtigten sind dadurch in der Lage, ihre Stimme bereits am 20. Februar abzugeben. Die Kärntner Gemeinden sind dabei verpflichtet, zumindest ein Wahllokal für mindestens zwei Stunden zu öffnen. Mittels Briefwahl können die Kärntner Wahlberechtigten bis spätestens 25. Februar schriftlich oder bis spätestens 26. Februar mündlich eine Wahlkarte bei der Hauptwohnsitzgemeinde beantragen. Die Briefwahl ist dabei vom Inland als auch vom Ausland aus möglich, wobei die Wahlkarte für die Landtagswahl bis spätestens 9. März bei der jeweiligen Bezirkswahlbehörde einlangen muss.
Der amtliche Stimmzettel für die Landtagswahl ist weiß und hat das Format A4. Der Stimmzettel wird nach der Wahl in ein weißes Kuvert gesteckt. Neben der Stimme für eine Partei können Wahlberechtigte auch bis zu drei Vorzugsstimmen vergeben, wobei eine gültige Vorzugsstimme nur an einen Kandidaten der gewählten Partei möglich ist.

## Wahlwerbende Parteien (Listennamen und offizielle Abkürzung)

### Die Freiheitlichen in Kärnten – BZÖ Liste Jörg Haider (BZÖ)
Nach dem Tod Jörg Haiders tritt das BZÖ mit dem neugewählten Landeshauptmann Gerhard Dörfler als Spitzenkandidaten an. Wahlkampfleiter und Nationalratsabgeordneter Stefan Petzner konzipierte den Wahlkampfauftritt des BZÖ als Teamwahlkampf, wobei auf den Plakaten neben Dörfler auch Landeshauptmannstellvertreter Uwe Scheuch und Landesrat Harald Dobernig zu finden waren. Landeshauptmann Dörfler setzte als Wahlziel das Erreichen von 40 % Stimmenanteil an, 37 % nannte er als „persönliche Schmerzgrenze“. Bei den Plakatsujets setzte das BZÖ auf die Weiterführung des bisherigen Regierungskurses, wobei durch die Wahl des Listennamens und Slogans wie "Wir passen auf dein Kärnten auf" starke Bezüge zum verstorbenen Landeshauptmann Haider hergestellt wurden. Inhaltlich setzte das BZÖ in seinem Wahlkampf trotz der stärker werdenden Wirtschaftskrise vor allem auf das Thema Sicherheit. In seinem Wahlprogramm stellte das BZÖ die Verhinderung von weiteren zweisprachigen Ortstafeln an die erste Stelle. Dahinter folgte die Verhinderung eines Aufnahmelagers für Flüchtlinge und Asylanten in Kärnten und die Forderung nach zusätzlichen Polizisten zur Bekämpfung von "Kriminalität, Asyl- und Drogenmissbrauch". Weitere Themen waren die Unterstützung der Wirtschaft durch Förderkredite des Landes, ein Konjunkturfonds gegen die Wirtschaftskrise und die Unterstützung von Lehrlingen. Des Weiteren forderte das BZÖ ein Jugendstartgeld, Vergünstigungen für Kärntner bei Tourismuseinrichtungen, den Ausbau der medizinischen Versorgung, den Ausbau der Sonnenenergie und der Wasserkraft sowie die Verankerungen von Sozialleistungen in einem "Familieneinkommen".

### Sozialdemokratische Partei Österreichs (SPÖ)
Die SPÖ ging mit Landeshauptmannstellvertreter Reinhart Rohr als Spitzenkandidaten in den Wahlkampf. Rohr stellte im Wahlkampf den Anspruch auf das Amt des Landeshauptmanns und stelle als Wahlziel das Erreichen des ersten Platzes auf. Inhaltlich setzte die SPÖ vor allem auf das Thema Arbeitsplätze. In seinen "5 Punkten für Kärnten" forderte Rohr als wichtigsten Punkt die Schaffung von Arbeitsplätzen vor Ort mit angemessener Bezahlung. In den weiteren Punkten setzte die SPÖ auf die Förderung von Jugendlichen im Bereich Arbeit und Ausbildung, der Forderung nach leistbarem Wohnen und Leben, der Sicherung der Pensionen und der Gesundheitsvorsorge.

### Dr. Josef Martinz – Österreichische Volkspartei (ÖVP)
Die ÖVP trat unter dem Listennamen Dr. Josef Martinz – Österreichische Volkspartei an und stellte als Spitzenkandidaten Landesrat und Landesparteiobmann Josef Martinz auf. Nach den schweren Verlusten bei der Landtagswahl 2004 nannte Martinz als Wahlziel, stärkster Gewinner zu werden und das Finanzressort zu übernehmen. Zum Wahlkampfschluss rechnete Martinz mit 15 % der Stimmen, einen persönlichen Erfolg sah er, „wenn ein Plus vorne“ sei. Die wichtigsten Wahlkampfthemen der ÖVP waren die Bereiche Verwaltungsreform, Zukunftsfonds und Gratis-Kindergarten.

### Die Grünen – Die Grüne Alternative Kärnten (GRÜNE)
Die Grünen traten bei der Landtagswahl 2009 als Die Grünen – Die Grüne Alternative Kärnten an. Spitzenkandidat bei der Landtagswahl war Rolf Holub, der als einziger Spitzenkandidat der vorangegangenen Landtagswahl auch 2009 antrat. Holub setzte in seinem Wahlkampf vor allem auf das Thema Kontrolle sowie die Schaffung eines energieautarken Kärntens. Als Wahlziel nannte Holub das Erreichen des dritten Landtagsmandats. Weitere Themen der Grünen im Wahlprogramm für die Landtagswahl 2009 waren der Umwelt- und Naturschutz, der Ausbau des öffentlichen Verkehrs, die Förderung von Bildung, Frauen und Jugendlichen sowie die Einführung der Grundsicherung. In dem vor der Landtagswahl entbrannten Streit um die Wiederkandidatur Johannes Voggenhubers stellte sich Holub hinter den langjährigen EU-Parlamentarier, der bei der Listenerstellung der Grünen nicht mehr auf den ersten Listenplatz gewählt worden war. Holub präferierte in der Folge die von Voggenhuber zunächst ausgeschlossene Kandidatur auf einem hinteren Listenplatz, der vom Bundesvorstand der Grünen jedoch nicht akzeptiert wurde.

### Freiheitliche Partei Österreichs – FPÖ (FPÖ)
Die FPÖ kandidierte mit Mario Canori als Spitzenkandidaten. Canori war zuvor Mitglied des BZÖ gewesen und war von Bundesparteiobmann Heinz-Christian Strache zum Wahlkampfauftakt präsentiert worden. Canori trat mit dem Wahlziel an, 10 bis 11 % der Stimmen und damit einen Sitz in der Landesregierung zu erreichen. Als großes Ziel nannte Canori die Wiedervereinigung mit dem BZÖ. Als Wunschkoalition nannte Canori eine Zusammenarbeit mit dem BZÖ und, falls diese beide Parteien keine Mehrheit besäßen, eine zusätzliche Einbindung der ÖVP. Eines der dezidierten Wahlziele lautete demnach die Verhinderung einer Koalition von SPÖ und ÖVP. Für ihre Plakatserie wählte die FPÖ die Bereiche Armutsbekämpfung, Schaffung von Arbeitsplätzen und die Stärkung der Wirtschaft.

### Weitere Parteien
Die Kommunistische Partei Österreichs (KPÖ) kandidierte ebenfalls. Darüber hinaus traten die Liste Stark (STARK) und die Gaddafi Partei Österreichs – Die Weiße Partei (GPÖ) bei den Wahlen an, beide jedoch nur im Wahlkreis Klagenfurt.

## Wahlkampfbudgets
Für das BZÖ gab Wahlkampfleiter Stefan Petzner keine Höhe des Wahlkampfbudgets preis. Er begründete seinen Schritt damit, dass andere Parteien auch keine Angaben zum Wahlkampfbudget machen würden. Auch SPÖ und ÖVP veröffentlichten keine Angaben zu ihren Wahlkampfbudgets. Die Grünen investierten nach eigenen Angaben rund 350.000 Euro in den Landtags- und Gemeinderatswahlkampf und begründeten zugleich ihren späten Wahlkampfauftakt mit dem eingeschränkten Budget. Die FPÖ steckte wiederum rund 700.000 Euro in den Wahlkampf.

## Umfragen
In den Umfragen lagen BZÖ und SPÖ zuletzt gleichauf, wobei auf Grund der Schwankungsbreite die Meinungsforscher nicht festlegen wollten, welche Partei als stimmenstärkste Partei aus den Wahlen hervorgehen würde. Eine von der Kleinen Zeitung veröffentlichte Umfrage des Meinungsforschungsinstituts Peter Hajek sah das BZÖ drei Wochen vor der Wahl bei 38 % und die SPÖ bei 36 %. Die vom Meinungsforschungsinstitut SORA für die Kronen Zeitung erhobene Umfrage errechnete hingegen die SPÖ mit 41 % vor dem BZÖ mit 38 Prozent. Für die ÖVP gaben die beiden Umfragen einen Stimmenanteil von 12 % bzw. 10 % an, den Grünen wurden von Hajek 7 % und von SORA 6 % prognostiziert. Während die FPÖ bei Hajek mit 5 % den Einzug in den Landtag schaffen würde, sah SORA Canori mit nur 3 % scheitern.
Nach der Wahl versuchten die Meinungsforscher die teilweise stark abweichenden Umfragen mit einem Kärntner-Bradley-Effekt zu erklären.

## Gesamtergebnis

Mehrheiten der Parteien nach Gemeinden

|                                        | Ergebnisse 2009 | Ergebnisse 2009 | Ergebnisse 2009 | Ergebnisse 2004 | Ergebnisse 2004 | Ergebnisse 2004 | Differenzen | Differenzen | Differenzen |
| -------------------------------------- | --------------- | --------------- | --------------- | --------------- | --------------- | --------------- | ----------- | ----------- | ----------- |
|                                        | Stimmen         | %               | Mand.           | Stimmen         | %               | Mand.           | Stimmen     | %           | Mand.       |
| Gesamt                                 | 362.680         | 81,78 %         | 36              | 334.431         | 78,63 %         | 36              | + 28.429    | + 7,79 %    |             |
| Ungültig                               | 6.406           |                 |                 | 5.732           |                 |                 | + 674       |             |             |
| Gültig                                 | 356.274         | 98,23 %         |                 | 328.699         | 98,29 %         |                 | +27.575     | + 7,74 %    |             |
| Partei                                 |                 |                 |                 |                 |                 |                 |             |             |             |
| Bündnis Zukunft Österreich             | 159.926         | 44,89 %         | 17              | 139.479         | 42,43 %         | 16              | + 20.447    | + 2,46 %    | + 1         |
| Sozialdemokratische Partei Österreichs | 102.385         | 28,74 %         | 11              | 126.325         | 38,43 %         | 14              | - 23.940    | - 9,69 %    | - 3         |
| Österreichische Volkspartei            | 59.955          | 16,83 %         | 6               | 38.256          | 11,64 %         | 4               | + 21.699    | + 5,19 %    | + 2         |
| Die Grünen Kärnten                     | 18.336          | 5,15 %          | 2               | 22.053          | 6,71 %          | 2               | - 3.717     | - 1,56 %    | ± 0         |
| Freiheitliche Partei Österreichs       | 13.383          | 3,76 %          | 0               | n.k.            |                 |                 | + 13.383    | + 3,76 %    | ± 0         |
| Kommunistische Partei Österreichs      | 1.893           | 0,53 %          | 0               | 1.951           | 0,59 %          | 0               | - 58        | - 0,06 %    | ± 0         |
| Liste Stark                            | 208             | 0,06 %          | 0               | n.k.            |                 |                 | + 208       | + 0,06 %    | ± 0         |
| Gaddafi Partei Österreich              | 188             | 0,05 %          | 0               | n.k.            |                 |                 | + 188       | + 0,05 %    | ± 0         |

## Folgen
Nach der Wahl kam es zu einer Koalition zwischen BZÖ und ÖVP unter Landeshauptmann Gerhard Dörfler (BZÖ). Im Dezember 2009 spalteten sich die Freiheitlichen in Kärnten vom BZÖ ab und fungierten seither als selbstständige Partei (FPK), die die Koalition mit der ÖVP fortsetzte. Nach Korruptionsskandalen und Ermittlungen gegen Mitglieder der Landesregierung wurden – nach anfänglicher Blockade durch die FPK – vorzeitige Neuwahlen ausgerufen.